# 帕帕洛阿潘河

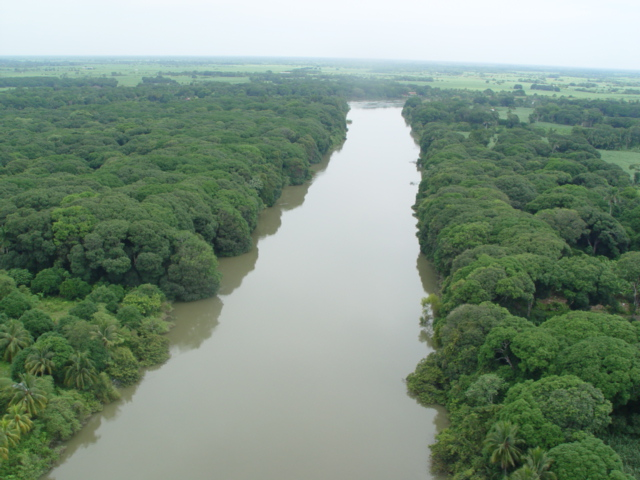

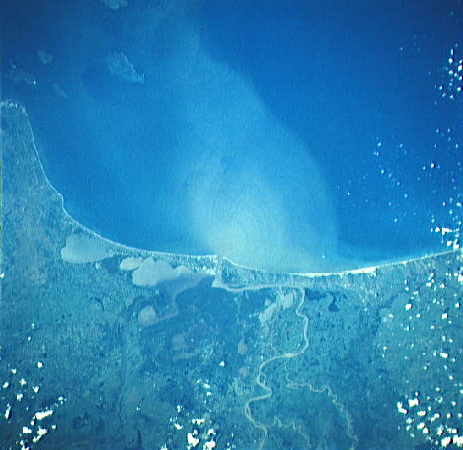

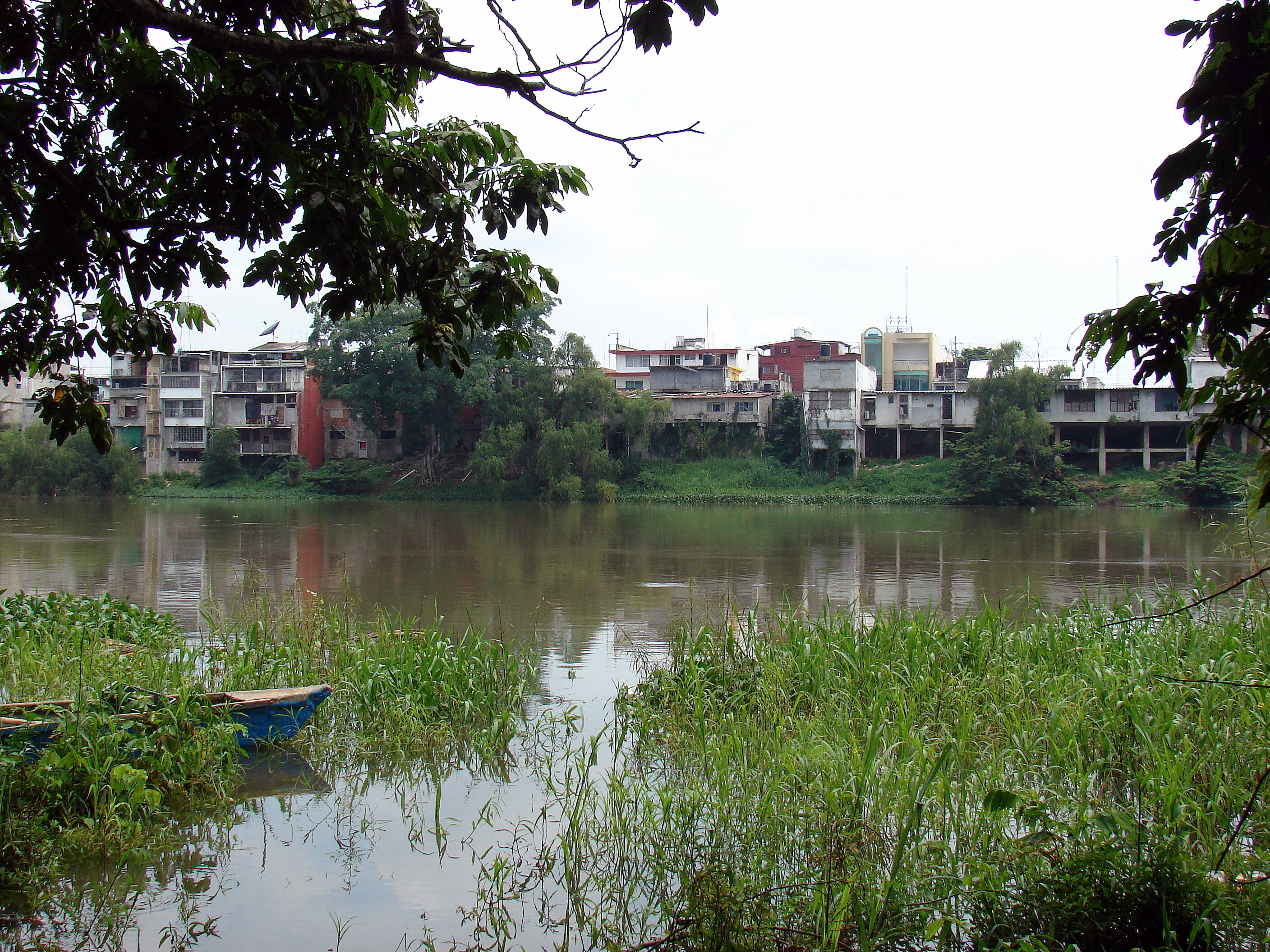

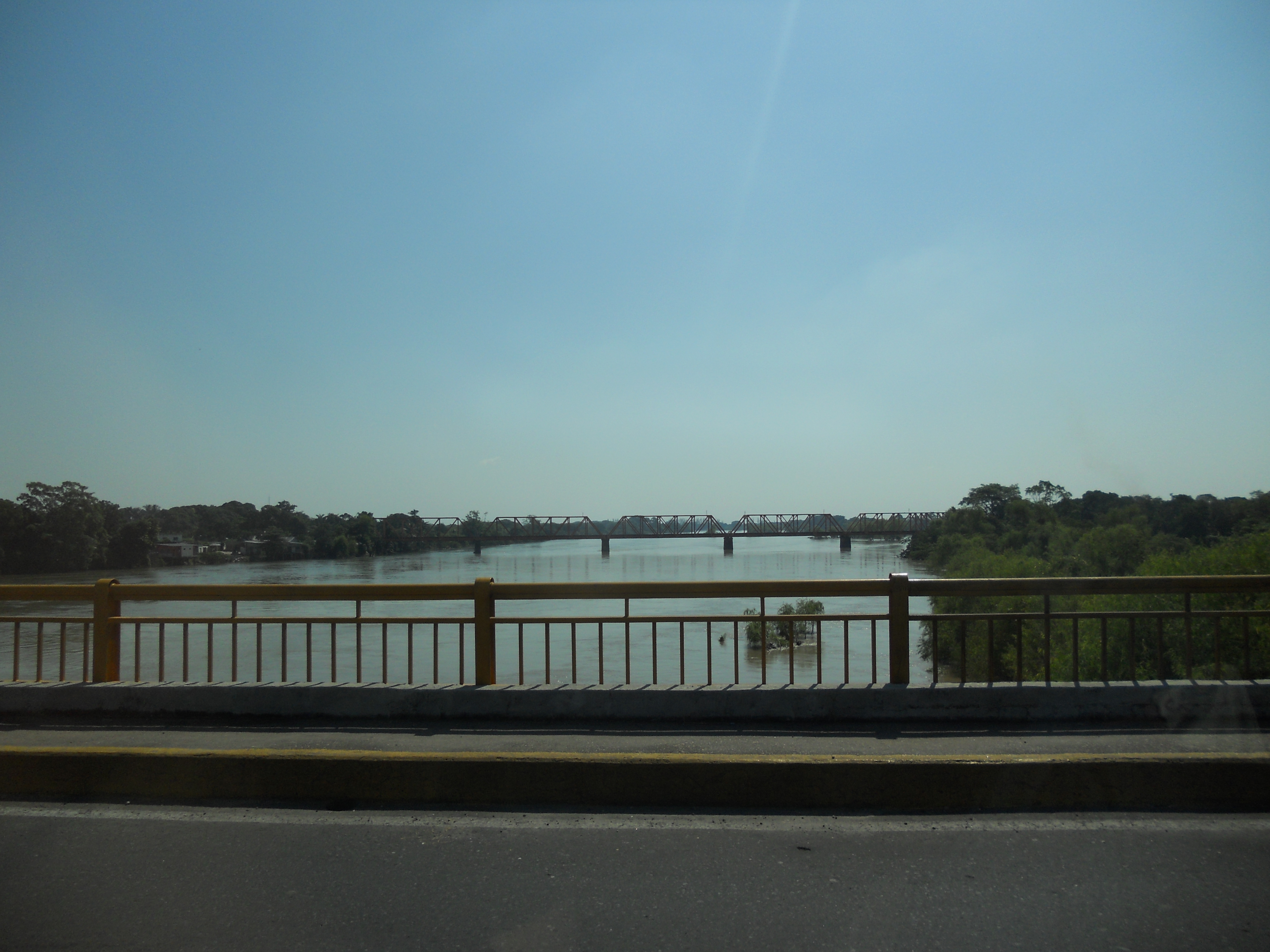

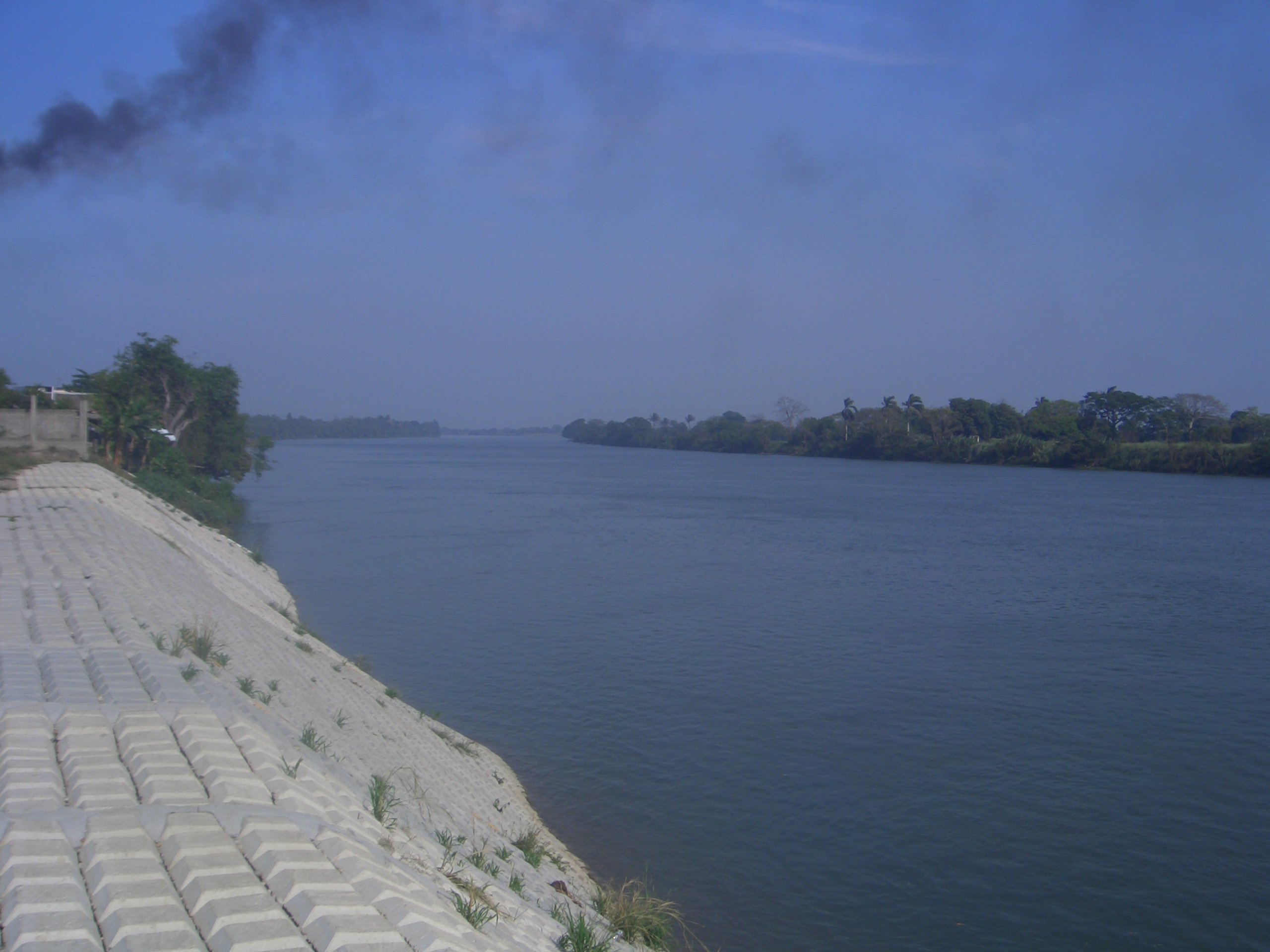

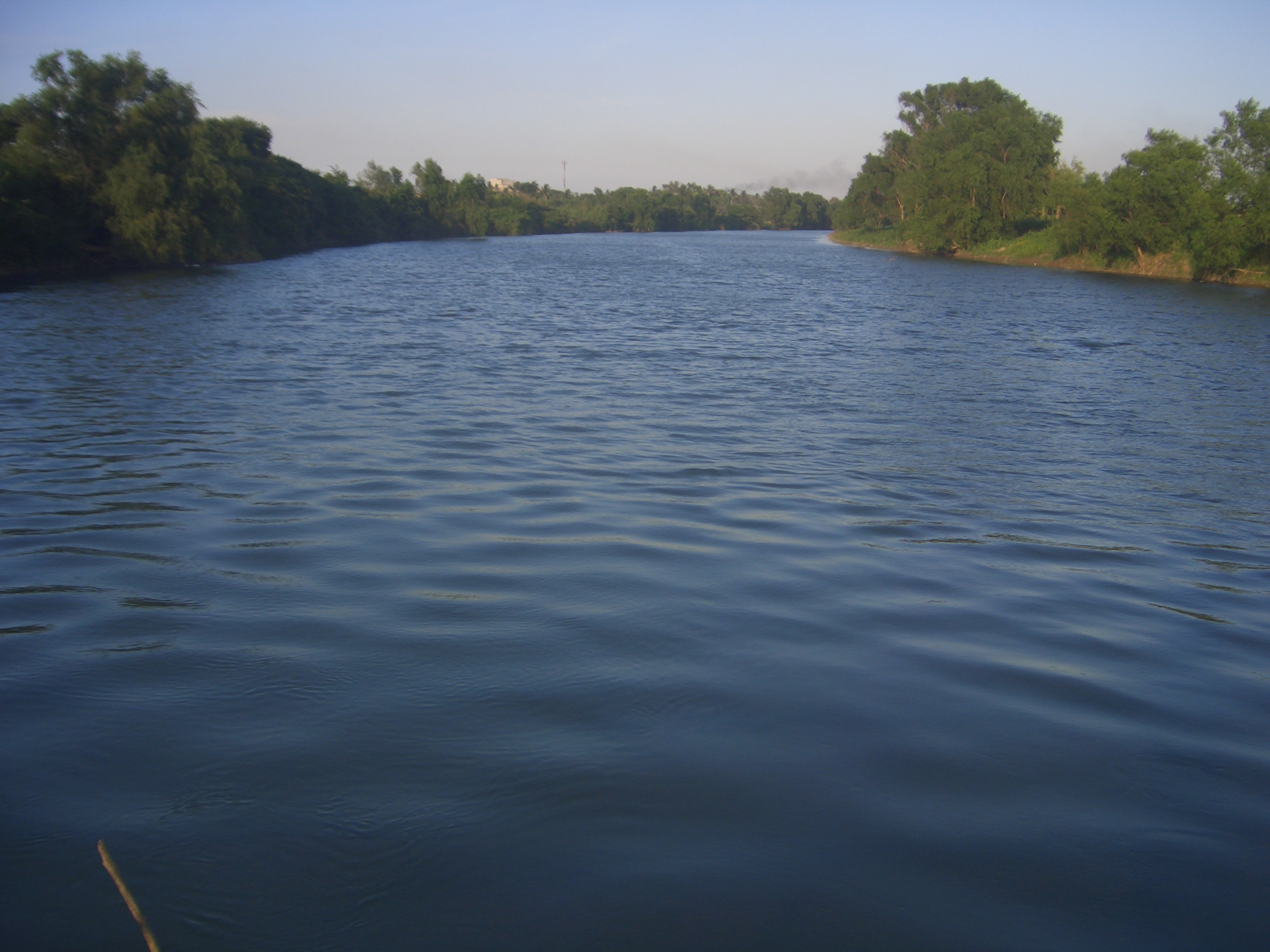

帕帕洛阿潘河是墨西哥的河流，流經瓦哈卡州和韋拉克魯斯州，河道全長900公里，流域面積46,560平方公里，發源自東馬德雷山脈，最終注入墨西哥灣。
18°42′N 95°38′W / 18.700°N 95.633°W